# Гудар-Хаваламбре

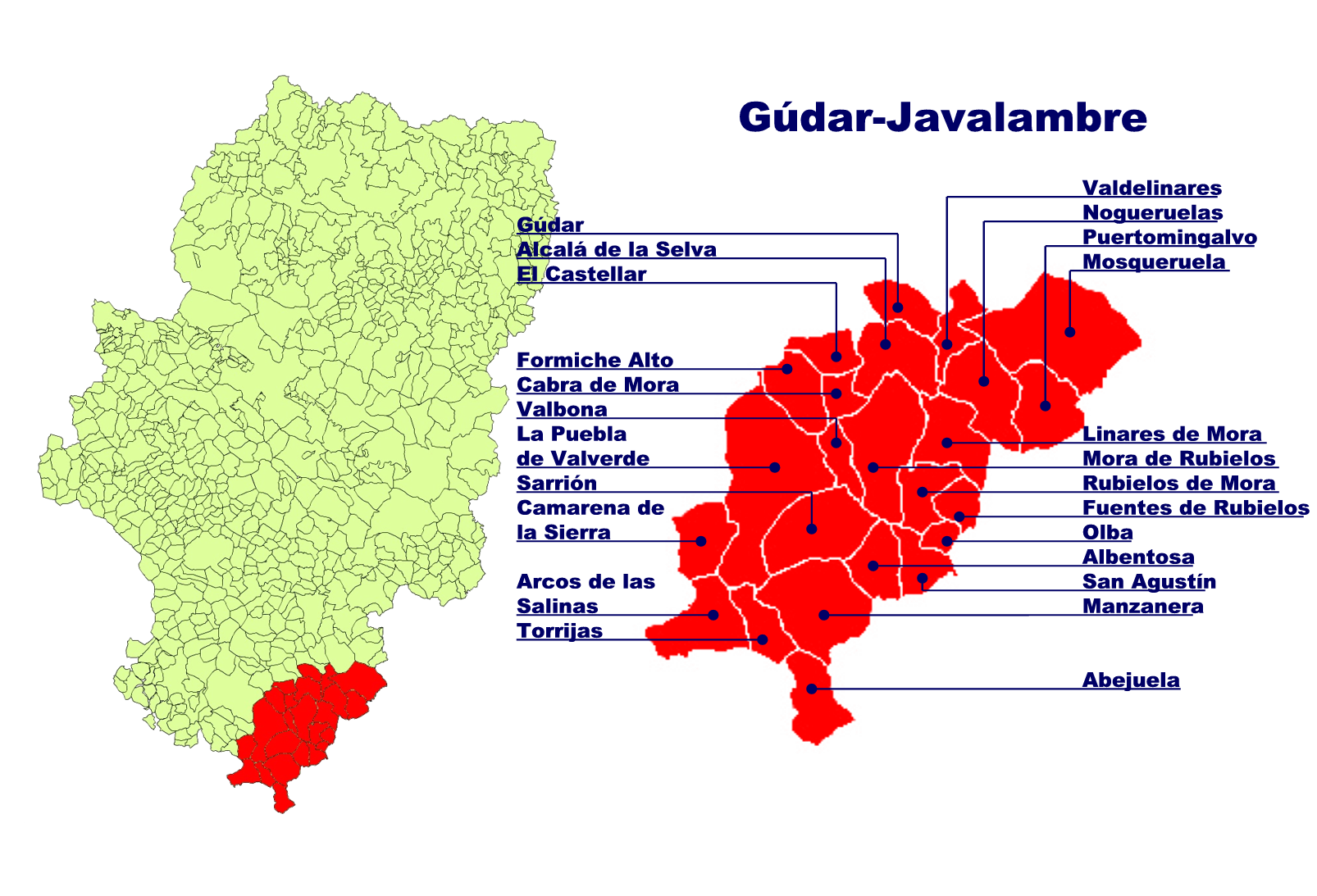

Гудар-Хаваламбре (исп. Gúdar-Javalambre)  — район (комарка) в Испании, входит в провинцию Теруэль в составе автономного сообщества Арагон.

## Муниципалитеты
1. Абехуэла
2. Альбентоса
3. Алькала-де-ла-Сельва
4. Аркос-де-лас-Салинас
5. Кабра-де-Мора
6. Камарена-де-ла-Сьерра
7. Эль-Кастельяр
8. Формиче-Альто
9. Фуэнтес-де-Рубьелос
10. Гудар
11. Линарес-де-Мора
12. Мансанера
13. Мора-де-Рубьелос
14. Москеруэла
15. Ногеруэлас
16. Ольба
17. Ла-Пуэбла-де-Вальверде
18. Пуэртомингальво
19. Рубьелос-де-Мора
20. Сан-Агустин
21. Саррион
22. Торрихас
23. Вальбона
24. Вальделинарес